# U133 (潜水艦)
U-133は、第二次世界大戦中にナチス・ドイツ海軍で建造されたVIIC型Uボートである。

## 艦歴
1940年8月21日、U-133はブレーメン・フェーゲザックにあるブレーマー・ヴルカン造船所で建造番号21として起工され、1941年4月28日に進水し、7月5日に就役した。1942年1月17日、U-133は雷撃でイギリス駆逐艦グルカを撃沈した。1942年3月14日、U-133はエギナ島沖で触雷後、乗組員全員と共に沈没した。1986年にプロダイバーのエフスタシオス・「スターチス」・バラマティスとテオフィロス・クリーミスは沈没船を水面下74メートルで偶然発見し、それが未知のドイツ潜水艦だと特定された。およそ10年後の1990年代半ば、さらにこの沈没船がギリシャ人ダイバーによってU-133だと特定された。

## 戦果一覧
| 日付          | 船名   | 国籍         | 総トン数 | 結果 |
| ------------- | ------ | ------------ | -------- | ---- |
| 1942年1月17日 | グルカ | イギリス海軍 | 1,920    | 沈没 |

## 歴代艦長
- ヘルマン・ヘッセ大尉 (1941年7月5日～1942年3月1日)
- エバハルト・モール大尉 (1942年3月2日～14日)